# 布朗温·沃森
布朗温·沃森（英語：Bronwen Watson，1977年2月23日—），澳大利亚女子赛艇运动员。她曾代表澳大利亚参加世界赛艇锦标赛，获得二枚金牌和一枚铜牌。她也曾参加2012年夏季奥林匹克运动会。